# Селекционный (Краснодарский край)
Селекцио́нный — посёлок в Белоглинском районе Краснодарского края России. Входит в состав Центрального сельского поселения.

## Географическое положение
Посёлок расположен в 10 км к западу от административного центра сельского поселения — посёлка Центрального.
Посёлок расположен на реке Плоской (приток Еи), в 20 км от районного центра, села Белой Глины.

### Улицы
- пер. Почтовый,
- ул. Красная,
- ул. Ленина,
- ул. Магистральная,
- ул. Мира,
- ул. Молодёжная,
- ул. Студенческая.

## Население
| 2002 | 2010 |
| ---- | ---- |
| 572  | ↘428 |